# Impatiens letouzeyi
Impatiens letouzeyi ist eine Pflanzenart aus der Gattung der Springkräuter (Impatiens)  innerhalb der Familie der Balsaminengewächse (Balsaminaceae). Sie ist im Westen Kameruns endemisch. Das Artepitheton ehrt den französischen Botaniker René Letouzey (1918–1989), der im August 1975 den Holotypus gesammelt hatte.

## Merkmale
Impatiens letouzeyi ist eine epiphytische, ausdauernde Pflanze mit unverzweigten Stängeln, die Wuchshöhen von 30 bis 50 cm erreichen. Sie werden zur Basis hin blattlos und verwurzeln an den unteren Knoten. Die Stängel sind entweder glatt oder weisen an der Triebspitze eine spärliche Behaarung auf. Die Blattstellung ist spiralförmig. Die dünnen, spärlich behaarten Blattstiele sind 1,4 bis 6,4 cm lang. Die Blattspreite ist 6,7 bis 14,5 cm lang und 2,8 bis 5,5 cm breit. Die Blattform ist schmal bis breit elliptisch. Die Basis ist verschmälert. Die Triebspitze ist lang zugespitzt. Die Blattoberfläche ist glatt und weist unterhalb der Mittelrippe vereinzelte längliche Haare auf. Es sind 5 bis 6 Paare seitliche Blattadern vorhanden. Der Blattrand ist gezähnt und besitzt mehrere circa 2 mm lange Fransen, die entlang der Basis verlaufen. Die unterste Franse ist gegen die Blattspreite gedreht. 
Die einzelstehenden Blüten sind mehr oder weniger gestielt und befinden sich an der Spitze der Stängels. Ihre Färbung ist rosé. Die länglich-lanzettlichen, bespitzten, ganzrandigen, glatten Tragblätter sind 3 bis 4 mm lang. Die dünnen, unbehaart oder leicht behaarten Blütenstiele sind 2,9 bis 3,8 cm lang. Die beiden seitlichen Kelchblätter sind 11 bis 15 mm lang, 7,5 bis 8 mm breit, eiförmig mit 6 bis 7 spitzen Zähnen entlang des obersten Rands und unbehaart. Das untere Kelchblatt ist 19 bis 31 mm lang, 10 bis 11 mm hoch, flach sackförmig, abrupt zu einem 9 bis 13 mm langen, dünnen, fadenförmigen geraden Sporn verengt, der nur an der Triebspitze nach innen gebogen und leicht verdickt ist. Die seitlichen verbundenen Kronblätter sind 34 bis 35 mm lang und formen weit über der Spitze des unteren Kelchblatts eine Lippe. Jedes Paar der oberen Kronblätter ist circa 18 mm lang, 12 mm breit, länglich-elliptisch und ganzrandig. Jedes Paar der unteren Kronblätter ist circa 25 mm lang, 16 mm breit, ungleichseitig, ziemlich unsymmetrisch länglich und mit einer leichten Ausbuchtung entlang des Innenrands. Der Fruchtknoten ist unbehaart. Die Früchte sind unbekannt.

## Vorkommen
23 Jahre war Impatiens letouzeyi nur vom Typusexemplar und von der Typuslokalität bekannt. René Letouzey entdeckte die Art 1975 in den westlichen Bakossi-Bergen zwischen Ekoma und Boubaji 40 km nördlich von Kumba in Kamerun. Erst 1998 konnte der Botaniker George Gosline vom Earthwatch-Team der Royal Botanic Gardens, Kew, weitere Vorkommen in der Region von Kodmin-Elb nachweisen. Ein weiterer Standort befindet sich im Hochland von Lebialem in der Region von Fosimondi. Am Kupe wurde die Art trotz intensiver Suchen nie gefunden.

## Lebensraum
Impatiens letouzeyi ist ein Epiphyt, der gewöhnlich an schattigen Stellen in Baumkronen oder in Büschen über Bächen wächst. Sehr selten ist die Art am Erdboden auf Hochmoordecken zu finden. Sie kommt in Höhenlagen zwischen 1.200 und 1.350 m vor.